# Muckle Green Holm
Pour les articles homonymes, voir Muckle et Holm.
Muckle Green Holm est une île du Royaume-Uni située dans l'archipel des Orcades en Écosse.